# Sherlock Holmes contre Moriarty (film, 1922)

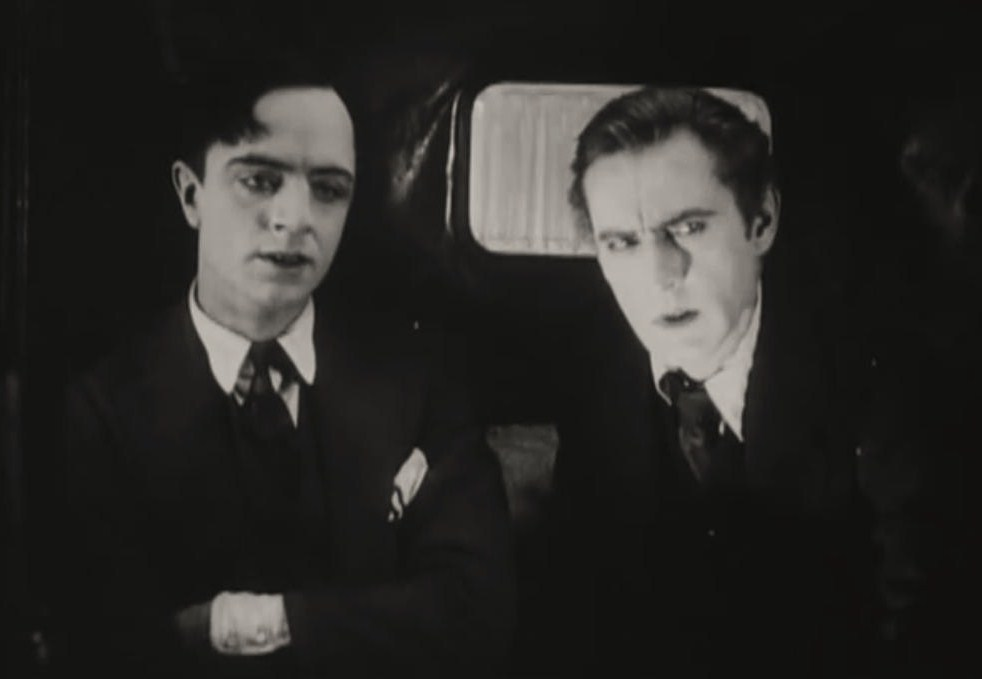
William Powell et John Barrymore

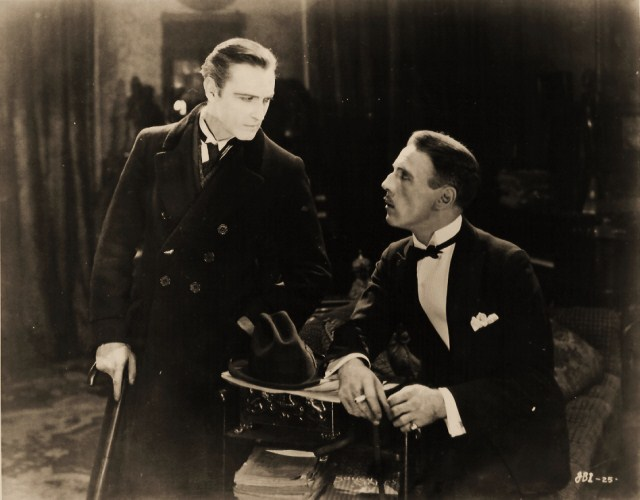
John Barrymore (à g.) et Roland Young

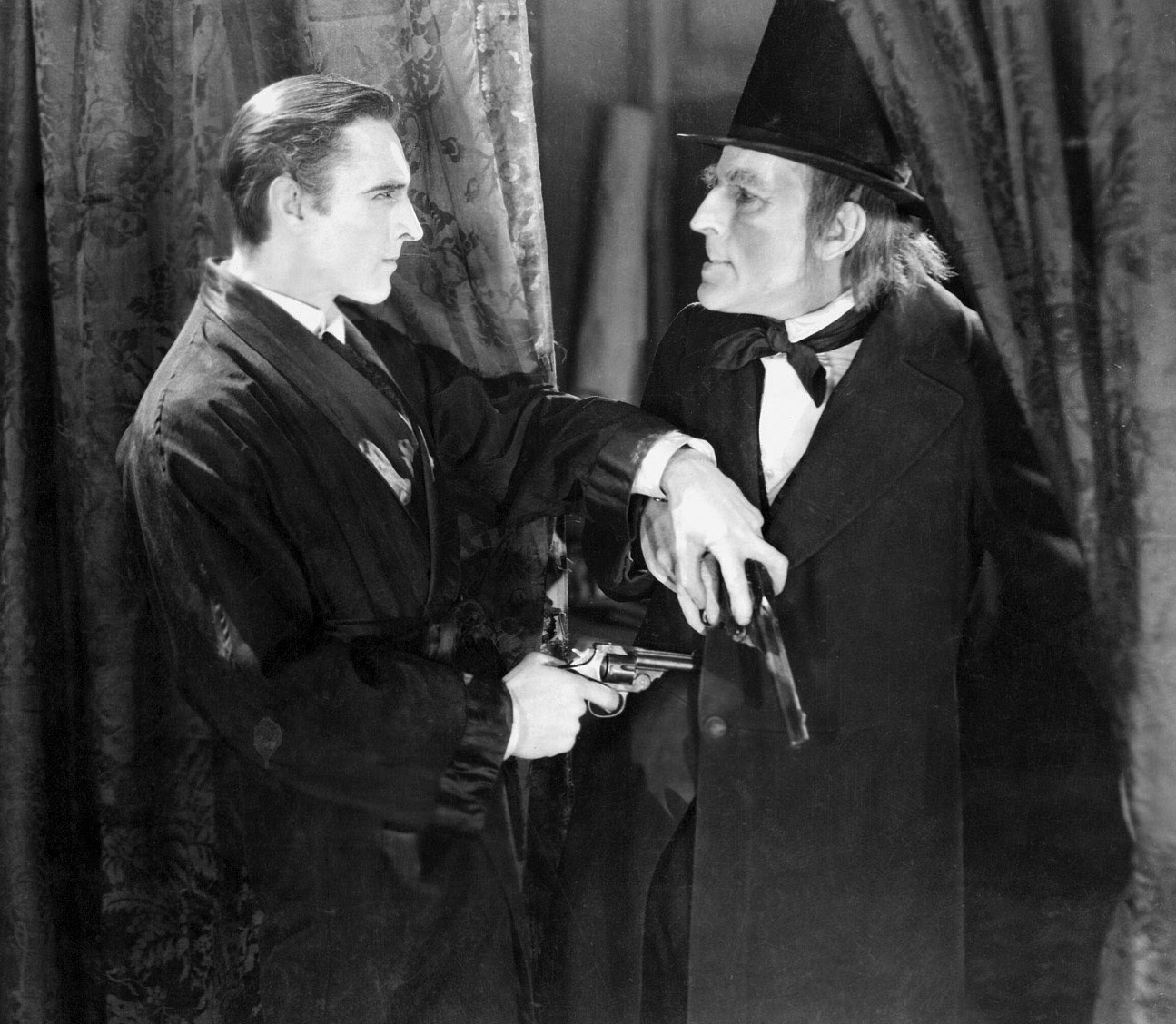
John Barrymore et Gustav von Seyffertitz

Pour les articles homonymes, voir Sherlock Holmes contre Moriarty.
Pour plus de détails, voir Fiche technique et Distribution.
Sherlock Holmes contre Moriarty (Sherlock Holmes) est un film muet américain réalisé par Albert Parker, sorti en 1922. L'intrigue du film s'inspire de la pièce de théâtre de 1899 écrite et jouée par William Gillette, tout en y ajoutant des modifications importantes.

## Synopsis
Alors étudiant à l'Université de Cambridge, Sherlock Holmes rencontre le docteur Watson qui l'amène à sa première enquête, sur un vol dont est soupçonné le prince Alexis. En même temps que le véritable auteur, Holmes découvre que l'opération est conduite par le professeur Moriarty. Quelques années après, désormais installé à Londres, au 221B Baker Street, Holmes retrouve le prince Alexis qui lui demande d'enquêter sur un chantage dont il est victime, de la part de Moriarty, qui détient la correspondance échangée entre Alice Faulkner et sa sœur Rose. Cette dernière, ancienne fiancée du prince, s'est suicidée lorsqu'il l'a éconduite...

## Fiche technique
- Titre : Sherlock Holmes contre Moriarty
- Titre original : Sherlock Holmes
- Réalisateur : Albert Parker
- Scénario : Earle Browne et Marion Fairfax, d'après les écrits d'Arthur Conan Doyle et la pièce éponyme de William Gillette (créée à Broadway en 1899)
- Directeur de la photographie : J. Roy Hunt
- Directeur artistique : Charles L. Cadwallader
- Producteurs : F. J. Godsol et Samuel Goldwyn (producteur exécutif)
- Société de production : Goldwyn Pictures Corporation
- Pays d'origine :  États-Unis
- Lieu de tournage : Londres
- Genre : Film policier
- Noir et blanc - Muet - 85 min après restauration[1]
- Date de sortie :
  - États-Unis : 7 mars 1922[2]

## Distribution
- John Barrymore : Sherlock Holmes
- Roland Young[3] : Docteur Watson
- Carol Dempster : Alice Faulkner
- Gustav von Seyffertitz : Professeur Moriarty
- Louis Wolheim : Craigin
- Percy Knight : Sid Jones
- William Powell[4] : Foreman Wells
- Hedda Hopper : Madge Larrabee
- Peggy Bayfield : Rose Faulkner
- Margaret Kemp : Therese
- Anders Randolf : James Larrabee
- Robert Schable : Alf Bassick
- Reginald Denny : Prince Alexis
- David Torrence : Comte von Stalburg
- Robert Fischer : Otto
- Lumsden Hare : Docteur Leighton
- Jerry Devine : Billy
- John Willard : Inspecteur Gregson
- Albert Bruning : Comte Orlonieff